# Зініа (Іллінойс)
Зініа (англ. Xenia) — селище (англ. village) в США, в окрузі Клей штату Іллінойс. Населення — 380 осіб (2020).

## Географія
Зініа розташована за координатами 38°38′15″ пн. ш. 88°38′15″ зх. д. / 38.63750° пн. ш. 88.63750° зх. д. (38.637369, -88.637413).  За даними Бюро перепису населення США в 2010 році селище мало площу 1,39 км², уся площа — суходіл.

## Демографія
Згідно з переписом 2010 року, у селищі мешкала 391 особа в 166 домогосподарствах у складі 97 родин. Густота населення становила 281 особа/км².  Було 193 помешкання (139/км²).
Расовий склад населення:
| - 98,0 % — білих - 1,5 % — осіб інших рас |

До двох чи більше рас належало 0,5 %. Частка іспаномовних становила 2,6 % від усіх жителів.
За віковим діапазоном населення розподілялося таким чином: 27,9 % — особи молодші 18 років, 57,3 % — особи у віці 18—64 років, 14,8 % — особи у віці 65 років та старші. Медіана віку мешканця становила 37,9 року. На 100 осіб жіночої статі у селищі припадало 101,5 чоловіків;  на 100 жінок у віці від 18 років та старших — 101,4 чоловіків також старших 18 років.
Середній дохід на одне домашнє господарство  становив 44 769 доларів США (медіана — 40 625), а середній дохід на одну сім'ю — 53 751 долар (медіана — 48 333). За межею бідності перебувало 15,2 % осіб, у тому числі 25,4 % дітей у віці до 18 років та 11,4 % осіб у віці 65 років та старших.
Цивільне працевлаштоване населення становило 196 осіб. Основні галузі зайнятості: виробництво — 30,1 %, освіта, охорона здоров'я та соціальна допомога — 10,7 %, мистецтво, розваги та відпочинок — 9,7 %.